# Parablennius marmoreus
Parablennius marmoreus är en fiskart som först beskrevs av Poey, 1876.  Parablennius marmoreus ingår i släktet Parablennius och familjen Blenniidae. Inga underarter finns listade i Catalogue of Life.